# Собрино, Франциско
Франциско Собрино Очоа  (исп. Francisco Sobrino Ochoa; 19 февраля 1932, Гвадалахара, Испания — 10 мая 2014[…], Берне) — испанский скульптор, известен своими работами в направлении кинетического искусства, а также в рамках направления GRAV.

## Биография
Изучал рисунок и скульптуру в Школе декоративно-прикладного искусства в Мадриде в период с 1946 по 1949 годы, в 1957 году окончил Национальную школу изящных искусств в Буэнос-Айресе. Его стиль фокусировался на исследовании света, пространства и движения, объединяя плоские геометрические формы для достижения виртуального движения в скульптуре.
В конце 1959 года он отправляется в Париж, где встречается с бывшими одноклассниками: Гарсией Росси и Хулио Ле Парком. После соприкосновения с художественными движениями Франции, он сосредотачивается на кинетическом искусстве, беря за образец работы Виктора Вазарели. Вместе со своими коллегами стоял у истоков зарождения художественного направления GRAV. Его работы выставляются в основном в Париже и Нью-Йорке.
Параллельно с деятельностью в группе Groupe de Recherche d’Art Visuel, Собрино работает индивидуально; между 1960 и 1968 годами он создает скульптурные произведения, возникающие из суперпозиции плоских форм. Другая важная серия в эти годы — «Estructuras permutacionales» (Перестановочные скульптуры), работы из метакрилата и алюминия, которые интегрируют свет в художественный опыт.
В течение 1970-х он продолжает исследовать возможности использования динамики в своих работах. Его поиски нашли отражение в сериях «Free dans al vent», где сферы, соединенные металлической структурой, выполняют случайные динамические движения. В течение 1980-х он проектирует скульптуры из метакрилата со встроенными фотоэлементами, которые генерируют вращающееся движение. Использование света в его работах просматривается не только в прозрачности и отражениях, но также в использовании световых лучей, которые генерируют световые структуры.
Другая часть его работы основана на рельефных работах, образованных плоскими геометрическими фигурами в метакрилате или бумаге, которые он назвал «Blanco sobre blanco» (Белое на белом). Некоторые из этих работ располагаются на улицах Сарселя, Гренобля, Санта-Крус-де-Тенерифе, они были представлены на I Международной выставке скульптур на улице в Мадриде, Гвадалахаре и Дворце конгрессов в Париже. Также занимался работами в технике витража.
Его работы являются предметом многочисленных индивидуальных выставок, а также являются неотъемлемой частью экспозиций ряда музеев, среди которых можно выделить галерею Тейт, Центр Помпиду в Париже, Тель-Авивский музей изобразительных искусств, музей скульптур под открытым небом в Ла-Кастеллана.
12 декабря 2008 года город Гвадалахара подписывает соглашение с художником о создании музея, носящего его имя, на старой бойне города.